# سازمان خیریه
سازمان خیریه به سازمانی گفته می‌شود که صرفاً هدفش مسائل نیکوکارانه می‌باشد.
نوع این سازمان‌ها می‌تواند به اشکال مختلف از قبیل: بنیاد، تضامنی، شرکت‌های به ثبت نرسیده، و حتی در برخی مکان‌ها به صورت شرکت‌های معمولی باشد که صرفاً برای تحقق بخشیدن به اهداف نیکوکارانه به وجود آمده باشند یا بعداً به آن تبدیل گردند. این سازمانها تماماً سازمان غیرانتفاعی هستند، در حالیکه همه سازمان غیرانتفاعی لزوماً سازمان خیریه ممکن است نباشند.
در بعضی شرایط سازمانهایی که قسمتی از آن‌ها نیز به امر نیکوکاری اختصاص داشته باشند نیز جزو سازمان‌های خیریه محسوب می‌گردند.
بعضی از سازمان‌های خیریه نیز ممکن است به دلیل سیاست‌های مالیاتی توسط شرکت‌ها به ثبت برسند.